# 倖存者偏差
倖存者偏差或倖存者偏誤（英語：survivorship bias），也称為生存者偏差，是一種邏輯謬誤，属于選擇偏差的一種。当過度關注「倖存」的人事物，从而造成忽略那些沒有倖存的（也可能因為無法觀察到），便会得出錯誤的結論。
像是說「以前的流行歌曲比較好聽」就是一個例子，因為能過了五年、十年甚至數十年後還有一定數量的人回憶的歌曲，大多是發行時最好的歌曲，因此人們在講這話時，可能過度關注過去的優良歌曲，而忽略到過去那些沒那麼好，因此現在已經沒有人聽的歌曲的；同理，「一代不如一代」的說法也會犯下這錯誤，因為講這話的人，可能過度關心過去比較好的人，或現在比較差的人，而忽略掉那些自己的世代那些比較差的人，或現在這個世代比較好的人。

## 概要
生存偏見可能導致過度樂觀的信念，因為失敗被忽略，例如當不再存在的公司被排除在財務業績分析之外時。它也可能導致他人誤認一個群體的成功具有一些特殊屬性，而不僅僅是巧合（相關證明了因果關係）。其謬論形式為：倖存過程B的個體A有特性C，因此任何個體倖存過程B需要有特性C。有特性C但無法倖存過程B的個體被忽略不加以討論。邏輯偏差在於只關注篩選結果做出評估，而忽略篩選條件與篩選機制等資訊。用俗語「死人不會說話」來解釋其成因意指當取得資訊之管道，僅來自於倖存者時（因為無從由死者／被淘汰者／離場者獲得來源），此資訊可能會存在與實際情況不同之偏差。這種偏差可以導致各種錯誤結論。
跟辛普森悖論及柏克森悖論一樣，都是源自對撞因子。

## 案例

### 军事

这是安全返回的飞机受损的部分示意图；而其他地方受到攻击的飞机却无法安全返回。(图片为假定的数据)

第二次世界大战期间，美国哥伦比亚大学统计学亚伯拉罕·沃德教授在计算如何减少轰炸机因敌方炮火而遭受的损失时，将“幸存者偏差”纳入到计算中。其研究小组检查了执行任务返回的飞机所受到的损坏。與沒有將本概念納入計算不同的是，他建议在损坏最少的区域增加装甲，而並非在彈孔最多的地方增加裝甲。因為返回飞机上的弹孔代表了轰炸机可能受到损伤但仍足够安全地返回基地的区域，而那些完全沒有彈孔的地方，一旦中彈就完全沒有返回的機會，而完全不會出現在研究的樣本中。所以沃德教授建议美國海軍在返航飞机上未受伤的区域增加防护，:88并推断这些地方被击中是会导致飞机最有可能损失。他的这項研究對當時仍在發展初期的運籌學領域具有深遠的影響。